# Rovuma
Der Rovuma (andere Schreibweisen Ruvuma, Rowuma) ist ein etwa 760 km langer Fluss in Ostafrika. In seinem Mittel- und Unterlauf bildet der Rovuma über eine Länge von rund 650 Kilometern die Grenze zwischen Tansania und Mosambik.

## Geografie
Der Rovuma entspringt östlich des Malawisees (Njassasee) in Tansania bei Songea bei 10° 45′ 0″ S, 35° 40′ 0″ O und mündet zwischen der tansanischen Küstenstadt Mtwara und dem Kap Delgado bei 10° 28′ 28″ S, 40° 26′ 13″ O in den Indischen Ozean.
Die wichtigsten Nebenflüsse sind auf tansanischer Seite Muhuwesi und Lumesule sowie Lucheringo und Lugenda in Mosambik. Die im Mai 2010 eröffnete Einheitsbrücke bei Negomane ist der einzige für Fahrzeuge mögliche Übergang im Verlauf des Flusses.
Das Einzugsgebiet des Ruvuma hat, je nach Quelle, eine Größe von 152.200 km² bis 155.500 km, wovon entsprechend etwa ein Drittel auf tansanischem Gebiet liegen.

## Hydrometrie
Die Abflussmenge des Rovuma wurde am Pegel Muhiga über die Jahre 2011 bis 2019 am Oberlauf des Flusses in m³/s gemessen.

## Fauna
Im Rovuma wurden 59 Fischarten nachgewiesen. Artenreichste Gruppe sind die Karpfenfische mit 19 Arten, darunter 15 Barbus-Arten und drei Labeo-Arten. Es folgen die Welsartigen mit vier Mochokiden, je zwei Raubwels-, Quappenwels-, Glaswels- und einer Stachelwelsart, die Buntbarsche, mit acht Arten, und die Zahnkärpflinge mit vier Nothobranchius und zwei Aplocheilichthys-Arten. Weiters kommen fünf Mormyriden, fünf Salmlerartige, zwei Grundeln, eine Schläfergrundel, ein Aal und ein Ohrenfisch im Rovuma vor.

## Geschichte
Die Überschreitung des Rovuma am 25. November 1917 ist ein militärhistorisches Ereignis des Ersten Weltkriegs in Ostafrika. Hierdurch entging der Oberbefehlshaber der deutschen Schutztruppe für Deutsch-Ostafrika, Paul von Lettow-Vorbeck, der vorzeitigen Kapitulation und kämpfte bis zum Ende des Ersten Weltkriegs teilweise auf gegnerischem Gebiet weiter.
Nach dem Ende Deutsch-Ostafrikas bildete die Mündung des Rovuma die Grenze zwischen dem britischen Mandatsgebiet Tanganjika und Portugiesisch-Ostafrika. Zuvor gehörte ein kleines Gebiet südlich der Mündung, das sogenannte Kionga-Dreieck, zu Deutsch-Ostafrika.

## Weiteres
Vor dem Mündungsdelta wurde Öl gefunden.